# قائمة برامج رحلات الفضاء البشرية
تتضمن هذه القائمة من برامج الرحلات الفضائية البشرية (المأهولة) البرامج الناجحة، والبرامج المُلغاة، والبرامج المُستقبلية. تختلف المعايير المُعتمد عليها في رحلات الفضاء البشرية. يعّرف الاتحاد الدولي للملاحة الجوية رحلة الفضاء بالرحلة التي يزيد مقدار ارتفاعها عن 100 كيلومتر (62 ميل). يحصل في الولايات المتحدة الأمريكية رواد الفضاء الذين ينطلقون في رحلات تجارية وعسكرية واحترافية ويسافرون على ارتفاعات تزيد عن 80 كيلو متر على شارة أجنحة رواد الفضاء. يتناول هذا المقال تعريف الاتحاد الدولي للملاحة الجوية للرحلة الفضائية.
حتى بداية القرن الواحد والعشرين، كانت الحكومات ترعى برامج رحلات الفضاء بشكل حصري، عن طريق وكالات فضاء عسكرية أو مدنية. ومع إطلاق المركبة سبيس شيب وان الممولة بشكل خاص في عام 2004، بدأت سلسلة جديدة من برامج رحلات الفضاء البشرية (رحلات الفضاء البشرية التجارية).

## برامج الفضاء الناجحة
تُصنّف البرامج الفضائية في هذا القسم حسب السنوات التي حدثت فيها أوّل رحلة فضائية مأهولة ناجحة.

### برنامج فوستوك ( الاتحاد السوفييتي، 1956 – 1964)
يعَد برنامج الفضاء فوستوك أوّل مشروع نجح في وضع شخص في المدار لأوّل مرة. بدأ سيرجي كوروليوف وكونستانتين  فيوكتيستوف في يونيو من عام 1956 بحثًا يتناول رحلة فضائية مأهولة. طوّر البرنامج المركبة الفضائية فوستوك استنادًا إلى مشروع القمر الصناعي الخاص بالتجسس «زينت» وطوّروا الصاروخ الحامل لمركبة فوستوك استنادًا إلى تصميم الصواريخ البالستية العابرة للقارات الحالية. وكان اسم الصاروخ «فوستوك» سريًا قبل الإعلان الأول عنه في الصحافة. وفي أغسطس/سبتمبر من عام 1958، شُكّل قسم خاص مكرّس لإنتاج أول مركبة فضائية من نوع فوستوك. تأخرت الموافقة الرسمية على مشروع فوستوك حتى 22 مايو من عام 1959 بسبب المنافسة مع برامج استطلاع الصور.
كانت المركبة فوستوك 1 المركبة الفضائية البشرية الأولى. أُطلقت المركبة الفضائية فوستوك 3 كيه إيه في 12 أبريل من عام 1961، حاملةً معها رائد فضاء الاتحاد السوفييتي يوري جاجارين إلى الفضاء. شكّلت مركبة فوستوك 1 المرة الأولى التي يسافر فيها أي شخص إلى الفضاء الخارجي والمرة الأولى التي يدخل فيها شخص إلى المدار.
كان هنالك ست رحلات فوستوك في المجموع الكلي. خُطط لإطلاق رحلات فوستوك السبع الأخرى (من الرحلة 7 إلى 13) في أبريل 1966، لكنها أُلغيت وأُعيد استخدام مكوناته في برنامج الفضاء فوسخود، الذي كان يهدف إلى تحقيق المزيد «أولويات» السوفييت في مجال الفضاء.

### مشروع ميركوري (الولايات المتحدة، 1959 – 1963 )
كان مشروع ميركوري برنامج رحلات الفضاء البشرية الأول في الولايات المتحدة الأمريكية. وقد استمر بدءًا من عام 1959 حتى 1963 بهدف وضع البشر في مدار حول كوكب الأرض. كانت الرحلة ميركوري أطلس 6 في 20 فبراير من عام 1962 أوّل رحلة فضائية نجحت في الوصول إلى الهدف المنشود. خططت اللجنة الاستشارية الوطنية للملاحة الجوية وبحثت مبكّرًا، ونفّذت وكالة ناسا المنشأة حديثّا هذا البرنامج رسميًا.
قيل أإن كبسولة المركبة الفضائية ميركوري لا تُركب بل تُلبس بسبب صغر حجمها. إذ كان حجم المنطقة المخصصة لرائد الفضاء 1.7 متر مكعب (60 قدم مكعبة)، وكانت تتسع المركبة لشخص واحد فقط. ويوجد بداخلها 120 جهاز تحكم، و 55 مفتاح كهربائي، و30 صمام كهربائي، و35 مقبض ميكانيكي. قام ماكس فاغيت بتصميم المركبة الفضائية مع مجموعة ناسا الخاصة بالمهمات الفضائية.
طلبت ناسا من شركة طائرات ماكدونل في سانت لويس، ميسوري إنتاج 20 مركبة فضائية، مرقمة من 1 إلى 20. لم تُطلق خمس مركبات من أصل عشرين، وهي ذات الأرقام 10، و12، و15، و17، و19. تحطمت المركبتان ذاتا الرقم 3 و 4 خلال رحلات تجريبية غير مأهولة. أمّا المركبة رقم 11 فغرقت في قاع المحيط الأطلسي وانتُشلت بعد 38 عامًا. عُدّلت بعض المركبات بعد الإنتاج الأولي (جُددت بعد إلغاء الإطلاق، عُدّلت للقيام بمهام أطول، إلخ) وعُدِّل اسمها بإضافة حرف بعد الرقم، على سبيل المثال 2 إيه، 15 بي. عُدّلت بعض المركبات الفضائية مرتين، على سبيل المثال، عُدّلت المركبة 15 إلى 15 إيه، ثُمّ إلى 15 بي.

### نورث أميريكان إكس 15 (الولايات المتحدة، 1954-1968)
كانت مركبة نورث أميريكان إكس 15 المركبة -التي تعمل بمحرك صاروخي- جزءًا من سلسلة طائرات إكس للطائرات التجريبية، بدءًا من الطائرة بيل إكس 1، وهي إنتاج مشترك بين القوات الجوية الأمريكية، وناسا، وبحرية الولايات المتحدة. سجّلت المركبة إكس 15  أرقامًا قياسية من ناحية السرعة والارتفاع في أوائل الستينيات من القرين العشرين، حيث وصلت إلى حافة الفضاء الخارجي وعادت حاملة بيانات قيّمة استُخدمت في تصميم الطائرات والمركبات الفضائية. وهي تحمل حاليًا الرقم القياسي العالمي لأعلى سرعة وصلت لها مركبة مأهولة.
خلال برنامج نورث أميريكان إكس 15، حققت 13 رحلة (قام بها ثمانية طيارين) معايير رحلات الفضاء الخاصة بالقوات الجوية الأمريكية إذ تجاوزت ارتفاع 50 ميل (80 كيلومتر)، لذلك أصبح الطيارون مؤهلين للحصول على مرتبة رائد فضاء، وكان بعض الطيارين مؤهلين للحصول على شارة أجنحة رواد الفضاء الخاصة بناسا.

### برنامج فوسخود (الاتحاد السوفيتي، 1964- 1965)
كان برنامج فوسخود (بالروسية: Восход أي الفجر أو البزوغ) مشروعًا سوفييتيًا لرحلات الفضاء البشرية. كان تطوير برنامج فوسخود متابعة لبرنامج فوستوك، وإعادة استخدام للمكونات المتروكة من برنامج فوستوك المُلغى بعد أول ست رحلات تابعة لهذا البرنامج. أُطلقت مهمتين باستخدام صاروخ ومركبة فضاء فوسخود.
إنّ مركبة فوسخود بالأساس هي مركبة فوستوك مزودة بصاروخ كابح احتياطي يعمل بالوقود الصلب مُضاف إلى أعلى وحدة الهبوط. وأصبحت هناك إمكانية لزيادة وزن المركبة بسبب التحسينات على المعزز آر 7 ساميوركا. وأُزيل مقعد القذف، وأُضيف مقعدان أو ثلاثة للطاقم إلى داخل المركبة بزاوية 90 درجة بالإضافة إلى المقاعد في مركبة فوستوك. لكن لم يتغير موضع أجهزة التحكم، لذلك اضطر أفراد الطاقم إلى رفع رؤوسهم بزاوية 90 درجة لكي يستطيعوا رؤية الأجهزة.
في حين كان برنامج فوستوك مخصصًا أكثر باتجاه فهم تأثيرات السفر في الفضاء والجاذبية الصغرى على جسم الإنسان، هدفت رحلتا برنامج فوسخود إلى «أولويات» مذهلة. على الرغم من أنّ الهدف الأساسي من البرنامج هو القيام بأوّل نشاط خارج المركبة الفضائية «السير في الفضاء»، كان التغلب على مشروع جمناي التابع للولايات المتحدة الأمريكية ووضع أوّل طاقم مؤلف من عدة أشخاص في المدار هو الهدف الذي شكل محفزًا للمشروع من البداية. عندما حُقق الهدفان معًا، أُوقف البرنامج. وتُبع هذا بتغير في القيادة السوفييتية، التي كانت أقل اهتمامًا برحلات البريستيج والإثارة، وسمحت للمهندسين السوفييت بالتركيز على برنامج سويوز.

### مشروع جمناي (الولايات المتحدة، 1965- 1966)
كان مشروع جمناي برنامج الفضاء البشري الثاني من نوعه بالنسبة للإدارة الوطنية للملاحة الجوية والفضاء (ناسا). جرى العمل فيه بين مشروعي ميركوري وأبولو، إذ نفّذ البرنامج عشر رحلات مأهولة في عامي 1965 و1966. وكان هدفه تطوير تقنيات السفر الفضائي المتقدم، وخاصة التقنيات الضرورية لمشروع أبولو، الذي كان هدفه الهبوط بالبشر على سطح القمر. تضمنت مهام جمناي أوّل نشاط بشري خارج المركبة الفضائية (السير في الفضاء)، ومناورات مدارية جديدة بما في ذلك الالتقاء والالتحام.
عُدَّ برنامج جمناي استقراءً بسيطًا لبرنامج ميركوري؛ لذلك أُطلق عليه في البداية ميركوري مارك 2. كان للبرنامج الفعلي تشابهات قليلة مع برنامج ميركوري، وقد كان متفوقًا حتى على برنامج أبولو في بعض النواحي. كان هذا نتيجة لتاريخ بدئه المتأخر، وهذا ما سمح له بالاستفادة كثيرًا من الأمور التي عُلمت خلال المراحل المبكرة من مشروع أبولو (الذي بالرغم من تواريخ إطلاقه المتأخرة، بدأ بالفعل قبل جمناي).